# Zita Szucsánszki
Zita Szucsánszki, née le 22 mai 1987 à Budapest, est une handballeuse internationale hongroise.

## Palmarès

### Club
compétitions internationales
- vainqueur de la coupe d'Europe des vainqueurs de coupe en 2011 et 2012 (avec Ferencváros TC)
- vainqueur de la coupe EHF en 2006 (avec Ferencváros TC)

compétitions nationales
- championne de Hongrie (NB I.) en 2007 et 2015 (avec Ferencváros TC)
- vainqueur de la coupe de Hongrie en 2017 (avec Ferencváros TC)

### Sélection nationale
Championnat d'Europe
- Médaille de bronze du Championnat d'Europe 2012,  Serbie

### Distinctions individuelles
- Handballeuse hongroise de l'année en 2011, 2015 et 2016